# Jaroslav Mihalík
Jaroslav Mihalík (* 27. července 1994, Spišská Nová Ves, Slovensko) je slovenský fotbalový záložník a bývalý mládežnický reprezentant, od léta 2017 hráč klubu Cracovia. Mimo Slovensko působil na klubové úrovni v České republice, od roku 2017 je v Polsku.

## Klubová kariéra
Svou fotbalovou kariéru začal v FK Spišská Nová Ves.

### MŠK Žilina
Od dorostu působil v MŠK Žilina, kde se v roce 2011 propracoval do A-týmu. V sezóně 2011/12 získal se Žilinou double, tedy ligový titul a prvenství ve slovenském poháru. 

V odvetě třetího předkola Evropské ligy 2013/14 8. srpna 2013 se jednou vstřelenou brankou podílel na remíze 1:1 proti chorvatskému týmu HNK Rijeka, Žilina po porážce 1:2 z prvního utkání v Chorvatsku ze soutěže vypadla. V sezóně 2014/15 nastřílel 13 ligových gólů.

### SK Slavia Praha
V lednu 2016 přestoupil do SK Slavia Praha, kde podepsal kontrakt do června 2019. Během kalendářního roku 2016 odehrál 20 ligových zápasů, v nichž vstřelil dvě branky. V sezóně 2016/17 získal se Slavií titul mistra nejvyšší české soutěže, ačkoli jarní část ročníku strávil na hostování v Polsku.

### Cracovia
V lednu 2017 odešel ze Slavie na hostování do polského prvoligového klubu Cracovia z Krakova. V jarní části sezóny 2016/17 polské Ekstraklasy odehrál 10 zápasů a vstřelil jeden gól. Vedení klubu nemělo původně v úmyslu využít opce na přestup. Situace se změnila po evropském šampionátu hráčů do 21 let v Polsku, kde se hráč i celý slovenský tým dobře prezentoval. Cracovia tedy využila opci a Mihalík se stal v létě 2017 hráčem krakovského klubu.

## Reprezentační kariéra
Mihalík nastupoval ve slovenských mládežnických reprezentacích včetně U21.
Se slovenskou „jedenadvacítkou“ slavil v říjnu 2016 postup z kvalifikace na Mistrovství Evropy 2017 v Polsku.
Trenér Pavel Hapal jej zařadil v červnu 2017 do 23členné nominace na šampionát v Polsku. Ve třetím zápase Slovenska v základní skupině A proti Švédsku přispěl jedním gólem k vítězství 3:0. Slovensku těsně unikl postup ze základní skupiny do semifinále.